# 陈中柱
陈中柱（1906年—1941年），一作陈忠柱，原名浪，号退之，男，江苏建湖人，中华民国军事人物，曾任鲁苏皖边区游击第四纵队司令。